# Christmas FM (Magyarország)

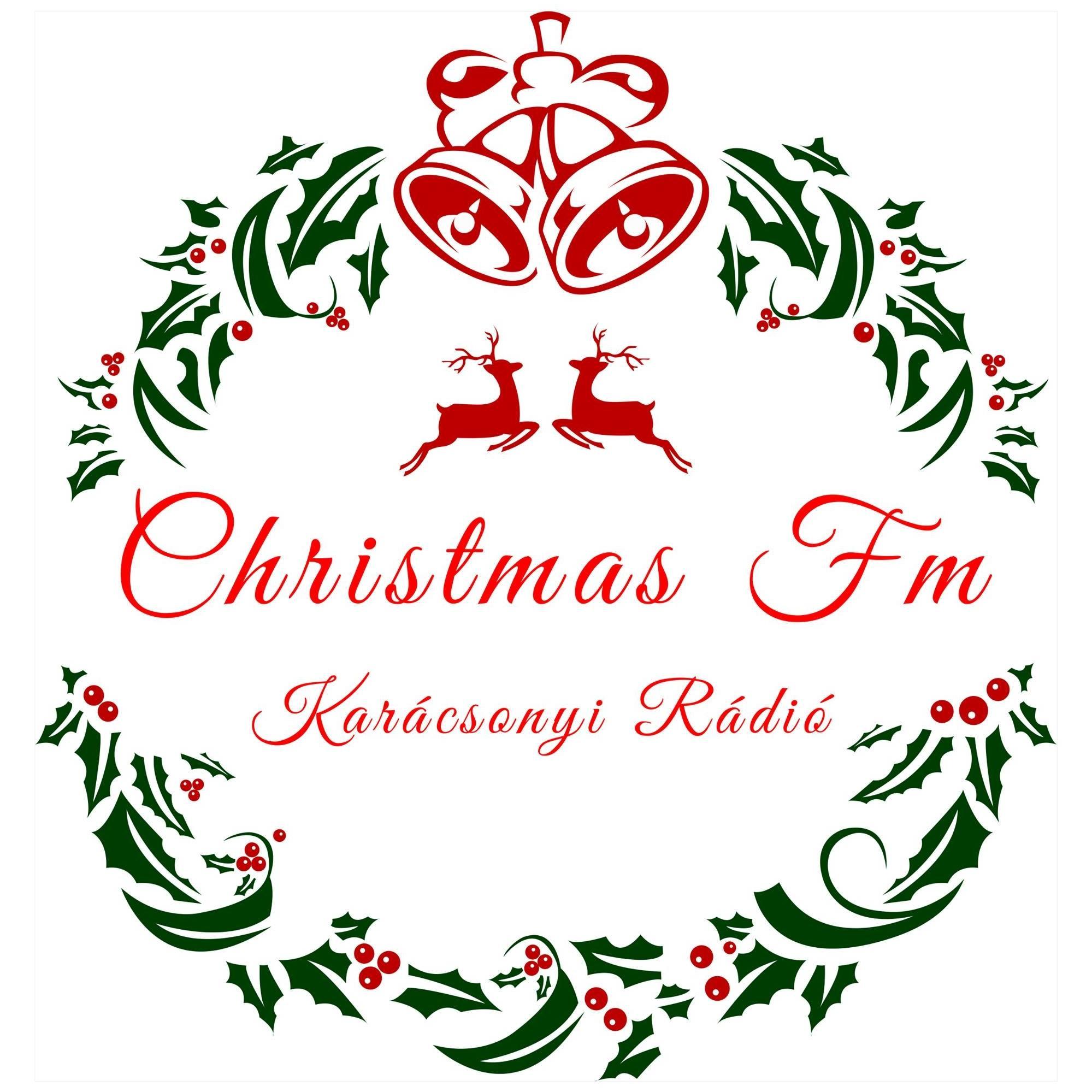
A Christmas FM logója

A Christmas FM egy időszakosan sugárzó internetes rádió, amely a karácsony előtti és utáni időszakban igyekszik ünnepi zenékkel meghittebbé tenni a készülődést. A szezon minden év október 1-én kezdődik, és a következő év január 31-én zárul.

## A rádió története
2015. november 1-én éjfélkor indult el Magyarország első, csak karácsonyi dalokat sugárzó online rádiója, a Christmas FM. Kezdetben csak november 1. és január 7. között, tehát a klasszikusnak számító ünnepi időszakban volt hallható a csatorna, az egyre nagyobb érdeklődésnek és népszerűségnek köszönhetően mára már október 1. és január 31. között, tehát 4 hónapon keresztül hallgathatók a külföldi és hazai ünnepi slágerek. A rádiót amatőrök szerkesztik és üzemeltetik. Az első években csak dalok szóltak, később azonban megjelentek a szerkesztett műsorok

## A rádió műsorai
Az utóbbi években egyre több szerkesztett műsor került be a rádió repertoárjába:
- Kívánságműsor: Élő kívánságműsor, ahol a hallgatók által kért dalok kerülnek lejátszásra
- Mit nézzek a tévében: Filmajánló az adott napon a televíziócsatornák adásába kerülő karácsonyi filmekről

### Heti műsorok
- Albumbemutató: Frissen megjelent karácsonyi albumok teljes lejátszása, információkkal kiegészítve az adott előadóról
- Top 10: A hallgatók szavazatai alapján egy adott tematika köré épülő 10 legkedveltebb dalából összeállított lista
- Új dalok műsora: Az adott évben megjelent, friss dalokat bemutató műsor
- Karácsonyi esti mese: Az adventi hétvégéken egy karácsonyi történettel várják a gyerekeket lefekvés előtt.

#### Éves műsorok
- Top 40[5]: A hallgatók szavazatai alapján összeállított, a 40 legnépszerűbb dalt tartalmazó lista, amely általában közvetlenül karácsony előtt kerül adásba.
- Éjféli mise: Egy kiválasztott templom éjféli miséjének közvetítése szentestén.